# Canal 4
Canal 4, dawniej znany jako Monte Carlo TV – urugwajska stacja telewizyjna, założona w 1961 roku. Siedziba stacji znajduje się w Montevideo.